# NK Jamnica Pisarovina
NK Jamnica je nogometni klub iz mjesta Pisarovina.

## Povijest
Osnovan: 19. ožujka 1975. godine kao član/sekcija sportskog društva Jamnička Kiselica. Osnivačka skupština kluba održana je 12. rujna 1976. godine. 
Na osnivačkoj skupštini bilo je prisutno 17 članova. Među osnivačima Kluba bili su Tomica Kovačić, Juraj Živković, Stjepan Vugriniček, Josip Lažnjak, Vlado Mikša, Stjepan Stupljanec, Ivan Mioković i drugi.
Djelatnost kluba je iniciranje, razvoj, širenje i unapređivanje nogometa kao sporta te stvaranje uvjeta koji će omogućiti što većem broju građana i posebno mladeži da se bavi nogometom na ovom prostoru. Prva natjecanja započela su u općinskoj ligi Jastrebarsko, a nakon otvorenja igrališta ostvaren je plasman u viši rang natjecanja, tadašnju međuopćinsku ligu, gdje i nastupaju do domovinskog rata, kad klub prestaje s radom sve do 1995. godine.
Ponovnim aktiviranjem kluba 1995. godine započinje natjecanje u 2. ligi nogometnog središta Jastrebarsko, gdje se natječe dvije godine. U sezoni 1996./97. osvaja prvo mjesto i plasman u prvu županijsku ligu. U sezoni 2002./03. klub osniva nogometnu školu mladeži te se natječe u drugoj županijskoj ligi s kategorijama: prstići, limaći, mlađi pioniri, pioniri i kadeti. Momčad seniora u sezoni 2006./07.u 1. županijskoj ligi osvaja prvo mjesto i time je izborila pravo nastupa u Jedinstvenoj županijskoj nogometnoj ligi. U istoj sezoni mlađi pioniri i pioniri osvajaju prvo mjesto u 2. županijskoj ligi mladeži i stječu pravo nastupa u prvoj županijskoj ligi mladeži. U sezoni 2010/2011 kadeti uvjerljivo pobjeđuju u 3.Hrvatskoj nogometnoj ligi, a seniorska ekipa osvaja visoko 4. mjesto u JŽNL. U sljedećoj sezoni 2011./12. seniori su osvajanjem 9.mjesta u JŽNL izborili igranje u novoosnovanom četvrtom rangu natjecanja, dok juniori i pioniri osvajaju prva mjesta u županijskim nogometnim ligama.  Danas klub ima 105 registrirani i aktivni nogometaša u mlađim kategorijama i seniorima. 
Klub se također natječe s veteranskom momčadi u nogometnom središtu Jastrebarsko.
Klub djeluje na području Nogometnog središta Jastrebarsko i Nogometnog saveza Zagrebačke županije

## Uspjesi
Seniori: Prvenstvo: 1979./80., 1985./86., 1996./97., 2. ŽNL 2004./05., 1. ŽNL 2006./07.
Kup NS Jaska: 1982., 2005., 2007., 2012.
Finalist Kup-a: 2004., 2008., 2009., 2010.
Polufinalist Kup-a NSZŽ 2010.
Juniori: Prvenstvo: 1979./80 NS Jaska., 2009./10 NSZŽ., 2011./12 NSZŽ., Kup: 2005.
Kadeti: Prvenstvo: 2010./11 3. HNL  
Pioniri: Prvenstvo 2004./05; 2006./07., 2011./12. 1. ŽNL